# Huy Tư Hoàng phi
Huy Tư Hoàng phi (chữ Hán: 徽思皇妃, ?-1359), họ Trần, vốn ban đầu mang họ Lê, còn được biết đến với danh hiệu Chiêu Từ Hoàng thái hậu (昭慈皇太后), là một phi tần của Trần Anh Tông trong lịch sử Việt Nam. Bà là sinh mẫu của Trần Minh Tông Trần Mạnh.
Chiêu Từ Hoàng hậu chưa từng làm Hoàng hậu khi còn sống, với tư cách là sinh mẫu của Minh Tông, bà chỉ được tấn tôn làm Hoàng thái phi, do ở trên còn có Đích mẫu Bảo Từ Thuận Thánh Hoàng thái hậu. Sau khi qua đời, Hoàng thái phi Trần thị mới được truy phong làm Hoàng thái hậu.

## Xuất thân cao quý
Chiêu Từ Hoàng hậu xuất thân cao môn, bà là con gái duy nhất của Bảo Nghĩa vương Trần Bình Trọng và Thụy Bảo công chúa- Hoàng nữ thứ ba của Trần Thái Tông Trần Cảnh. Từ nhỏ, bà đã được phong làm Quận chúa, hiệu xưng Chiêu Hiến (昭憲). Trần Bình Trọng là vị đã nổi tiếng với câu nói: " Ta thà làm ma nước Nam chứ không thèm vào vương đất Bắc", hi sinh rất oanh liệt trên chiến trường. Tuy nhiên, về người mẹ là Thụy Bảo công chúa thì còn nhiều ý kiến khác nhau. Đại Việt sử ký toàn thư chép Chiêu Từ Hoàng hậu là con gái của Thụy Bảo công chúa, tuy không nói rõ là có phải con gái ruột hay không. Nhiều nguồn sử ghi rằng Thụy Bảo công chúa góa chồng (phu quân đời trước của công chúa là Uy Văn vương Trần Toại bệnh mất sớm) và Bảo Nghĩa hầu Trần Bình Trọng góa vợ (?), vua Trần Thánh Tông thương dũng tướng cùng cô em ruột phủ viện cao mà cô đơn vắng vẻ, lại xót Quận chúa Chiêu Hiến từ nhỏ mồ côi mẹ nên ban hôn cho hai người về một nhà. Như vậy, Quận chúa Chiêu Hiến không phải là con gái ruột của Thụy Bảo công chúa mà là con của vợ trước Trần Bình Trọng. Tuy vậy, điều đó cũng không ảnh hưởng gì khi Thụy Bảo công chúa yêu thương Chiêu Hiến Quận chúa như con gái ruột và một mình nuôi nấng Quận chúa nên người.
Bảo Nghĩa vương Trần Bình Trọng vốn mang họ Lê, nên Chiêu Từ Hoàng hậu cùng với Chiêu Thánh Lý phế hậu, Hiển Từ Thuận Thiên Hoàng hậu là một trong những Hoàng hậu ngoại tộc hiếm hoi của Trần triều. Ngoài ra, rất có khả năng Trần Bình Trọng là con trai của phu nhân Lý Chiêu Hoàng và Bảo Văn hầu Lê Phụ Trần, nên xét ra Chiêu Từ Hoàng hậu là cháu nội của Lý Chiêu Hoàng. Nếu như giả thuyết này là đúng, Lý Chiêu Hoàng là tổ mẫu nhiều đời của Trần triều và Chiêu Từ Hoàng hậu còn có một người cô ruột là Ứng Thụy công chúa Lê Ngọc Khuê.

## Cuộc đời
Tháng 2 (âm lịch) năm 1285, Bảo Nghĩa hầu Trần Bình Trọng hi sinh, được truy phong làm Bảo Nghĩa vương (保義王), Chiêu Hiến Quận chúa lại mất cha. Bảo Nghĩa Vương phi một lần nữa góa bụa, chỉ lấy việc nuôi Chiêu Hiến Quận chúa làm niềm vui trong cuộc sống. Ngày 9 tháng 3 âm lịch năm Quý Tỵ (tức ngày 16 tháng 4 năm 1293), Trần Nhân Tông truyền ngôi cho Thái tử Trần Thuyên, tức Hoàng đế Trần Anh Tông, lấy niên hiệu là Hưng Long (興隆) và sử dụng nó đến hết thời trị vì của mình. Trần Anh Tông thấy Quận chúa Chiêu Hiến nết na, xinh đẹp, lại được sự đồng thuận của Bảo Nghĩa Vương phi nên tuyên vào cung làm phi, phong hiệu là Huy Tư Hoàng phi (徽思皇妃). Vừa vào cung đã có danh vị Hoàng phi dù không hề xuất thân từ hoàng tộc, Chiêu Hiến Quận chúa thật sự đắc sủng, vinh quang phi thường. Khi nhập cung, Huy Tư Hoàng phi rất được Anh Tông cùng Bảo Từ Hoàng hậu sủng ái, thiên vị, qua đó có thể thấy Hoàng phi là một người xuất sắc về ngoại hình và phẩm cách. Đặc biệt Bảo Từ Hoàng hậu đối với Huy Tư Hoàng phi không hề tỏ ra ghen ghét đố kị mà còn hết mực thương yêu. Có lần Bảo Từ Hoàng hậu thấy Huy Tư phi theo hầu Anh Tông đường xa mà không có kiệu, phá lệ đem cho bà kiệu liễn vốn chỉ dành cho Hoàng hậu ngồi. Tuy nhiên điều này đã bị Anh Tông ngăn cản.
Đại Việt sử ký toàn thư chép:
" Dạo nọ, Huy Tư Hoàng phi đi theo hầu Anh Tông, lệ chưa được đi kiệu. Hoàng hậu lấy kiệu của mình cho Huy Tư đi thì Anh Tông, vốn rất nghiêm khắc tôn ti trật tự, nhắc nhở:'Bảo Từ có yêu quý Huy Tư thì cho cái khác, chứ cái kiệu ngồi còn điển chế cũ, không thể cho được'."
Ngày 4 tháng 10 năm 1300 (tức ngày 21 tháng 8 âm lịch năm Canh Tý), Huy Tư Hoàng phi hạ sinh Hoàng tử Trần Mạnh (陳奣). Trần Mạnh được ghi nhận là Hoàng tử duy nhất còn sống khỏe mạnh của Trần Anh Tông. Lo sợ Hoàng tử khó nuôi, chết yểu, Anh Tông giữ Hoàng tử kĩ lắm, bèn giao cho mẹ vợ là Bảo Nghĩa Vương phi nuôi dưỡng, nhưng Vương phi cho rằng mình đang gặp hạn nên không thể nuôi Hoàng tử. Vì vậy Trần Mạnh được giao cho anh trai của Vương phi là Chiêu Văn vương Trần Nhật Duật nuôi nấng. Theo ghi chép, Trần Nhật Duật đã chăm nuôi Hoàng tử Mạnh rất chu đáo. Nhật Duật còn đặt tên cho hoàng tử là Thánh Sinh (聖生) để giống với con trai mình là Thánh Nô (聖安) và con gái là Thánh An  (聖奴). Sau này, khi Minh Tông làm vua, ông đã phong Trần Nhật Duật làm Tá thánh Thái sư đứng đầu triều đình (1324), gia phong Đại vương (1329).
Tháng 1 âm lịch năm 1305, Trần Mạnh được vua cha tấn phong làm Đông cung Hoàng thái tử. Anh Tông còn tặng cho Hoàng thái tử một bài giáo huấn mang tên Dược thạch châm, do nhà vua tự soạn. Sử chép năm 1305 Trần Mạnh là Đông cung Thái tử, nhưng đến tháng 1 âm lịch năm 1309 lại chép Đông cung Thái tử Mạnh được sách phong làm Hoàng thái tử. Trong lịch sử nhà Trần, Trần Mạnh là thái tử kế vị đầu tiên không phải do vợ chính của vua cha sinh ra, trong khi các vua Thánh Tông, Nhân Tông và Anh Tông đều là con của chính thất Hoàng hậu.
Ngày 18 tháng 3 âm lịch năm Giáp Dần (tức ngày 3 tháng 4 năm 1314), Trần Anh Tông nhường ngôi cho Thái tử Mạnh. Thái tử 14 tuổi lên ngôi Hoàng đế, là vua Trần Minh Tông, tự xưng là Ninh Hoàng (寧皇), tôn Anh Tông làm Quang Nghiêu Duệ Vũ Thái thượng hoàng đế và tôn Bảo Từ Hoàng hậu làm Thuận Thánh Bảo Từ Thái Thượng Hoàng hậu. Mẹ ruột của Tân đế, Huy Tư Hoàng phi cũng được tấn tôn làm thái thượng hoàng phi.
Năm 1320) Thượng hoàng Trần Anh Tông qua đời. Lúc rước linh cữu Anh Tông về Thiên Trường (Nam Định), theo lễ, thuyền của Bảo Từ Hoàng thái hậu được dùng tám dải lụa kể kéo, thuyền của Huy Tư Thái phi chỉ có hai dải. Người coi cấm quân có ý nịnh, lấy lụa buộc thêm cho Huy Tư Thái phi, Bảo Từ Hoàng thái hậu biết chuyện, cũng không để bụng.
Năm Khai Hựu thứ 2 (1330), tháng 7, mùa thu, Bảo Từ Thuận Thánh Hoàng thái hậu băng ở am Mộc Cảo, ấp Yên Sinh. Hoàng thái phi Trần thị trở thành người ở ngôi cao nhất cung cấm.
Ngày 19 tháng 2 âm lịch (10 tháng 3 dương lịch) năm 1357, Thượng hoàng Trần Minh Tông qua đời tại cung Bảo Nguyên, hưởng thọ 57 tuổi. Hai năm sau đó (1359), Huy Tư Hoàng thái phi Trần thị quy tiên, được triều thần dâng tôn hiệu là Chiêu Từ Hoàng thái hậu (昭慈皇太后).